# Pilotrichidium
Pilotrichidium là một chi rêu trong họ Hookeriaceae.